# Playa Gótica
Playa Gótica es una banda chilena de indie pop oriunda de Santiago, integrada por Fanny León, Andrés Ugarte, Adán Fresard y Cristóbal Loader. La banda cuenta con diversas influencias musicales que van desde disco/funk, J-pop, pop, hardcore punk, post-punk, new wave ochentero, hasta dream pop y rock alternativo de los 90s.

## Historia
Playa Gótica comienza a finales de 2014, cuando Fanny León es invitada a cantar a la banda de rock instrumental “La Obra” la cual se disolvió para inmediatamente reagruparse bajo el nombre de Playa Gótica. todos sus miembros han contado con proyectos anteriores. León formaba parte de una agrupación pop punk llamada "Napalm y Los Matemáticos" con la cual conoció al resto de los integrantes de Playa Gótica durante una de sus presentaciones. Cristóbal Loader formó parte de una seguidilla de bandas de crust punk ("Altercado", "Costa Rica", "Disputa)", y otros estilos de música más experimental (B612, Hombre hambre). En el año 2010 pasó a ser parte de la banda de apoyo en Dënver, donde tocaba el bajo. Carlos Rojas Fariña (Paranoia, Hank) ya había contado con un dúo pop junto a Fanny, llamado "Isla Negra". Pipa por su parte perteneció a diversas bandas ligadas al punk, como "Sin Perdón", "Sin Apoyo", "Aconsecuencia", "Hogvera" e "Intimate Stranger"; actualmente toca con la banda hardcore punk "Pirómanos del Ritmo" y "Maifersoni".  
Tiempo después de la formación de la banda, deciden lanzar su primer sencillo en 2014 llamado "Reptil No Gentil", que fue coproducido por Milton Mahan, integrante de la banda Dënver donde comparten el sello Umami Discos. También cuentan con el sencillo "Fuego", cuyo videoclip dirigido por Bernardo Quesney en 2015 y "Extraños Visitantes" el cual fue publicado en 2016.

### Amigurumi(2017)
El 4 de junio de 2017 la banda lanza digitalmente su primer disco Amigurumi, producido íntegramente por Milton Mahan y Playa Gótica, Pablo Muñoz como ingeniero, Gonzalo "Chalo" Gonzalez en la masterización y el mismo Milton Mahan en mezclas junto a Fernando Herrera. El disco fue grabado casi en su totalidad a finales de 2016 y producido durante 2017 en estudios Pulsar. Cuenta con la participación de Gonzalo "Gocha" Gutiérrez (Leidan, diAblo) en la batería, el cual avisó de su retiro de la agrupación tan sólo un mes antes de la grabación del disco. Durante ese mes fue reemplazado inmediatamente por Andrés "Pipa" Ugarte, el cual alcanzó a grabar dos tracks en el disco ("Boy George" y "Pigman") entre otras variadas percusiones.
El 27 de diciembre de 2017, Amigurumi logró posicionarse entre los diez mejores álbumes latinoamericanos según la revista estadounidense Rolling Stone, hito inédito para el álbum debut de una banda independiente chilena.

### Separación y Regreso(2019-2021)
La banda se separó en 2019, y se reunió el 2021, durante los dos años siguientes la banda trabajó en un EP llamado "CADABRA" publicado en octubre del año 2023, material en el que figuran composiciones que habían quedado sin grabar de los anteriores años, el mismo mes del lanzamiento del EP, la banda dejó los escenarios para descansar y replantear su formación y futuro. 

### Nueva Formación (2024)
El año 2024, la banda se reformó con la llegada de Adán Fresar como nuevo guitarrista de la banda, quién además como proyecto solista es "ASMR Brujo", con quién Fanny León, había compartido en producciones anteriores para su disco como solista Fan Lee (2019-2022), lo cual generó una adaptación natural al integrarse en la banda.
Actualmente Paya Gótica está en búsqueda de nuevos sonidos y retomando los escenarios.

## Miembros
- Fanny León – voces - sintetizador y letras (2014–actualidad)
- Cristóbal Loader – bajo (2014–actualidad)
- Adán Fresard - guitarras (2024–actualidad)
- Andrés "Pipa" Ugarte – batería (2016–actualidad)
- Gonzalo "Gocha" Gutiérrez – batería (2014–2016)
- Carlos Rojas Fariña – guitarras, sintetizador (2014–2024)

## Discografía

### Álbumes de estudio
- 2017: Amigurumi
- 2023: CADABRA

### EPs
- 2016: Banana Split – Split en vinilo 7" junto a Dënver, 50 copias numeradas.

### Sencillos
| Año  | Canción                          | Máxima posición | Álbum     |
| Año  | Canción                          | CHL             | Álbum     |
| ---- | -------------------------------- | --------------- | --------- |
| 2014 | «Reptil no gentil»               | —               | Amigurumi |
| 2015 | «Fuego»                          | —               | Amigurumi |
| 2016 | «Extraños Visitantes»            | —               | Amigurumi |
| 2017 | «La Pasajera»                    | —               | Amigurumi |
| 2019 | «Pigman (Aburrida en la tienda)» | —               |           |
| 2019 | «Foerte»                         | —               |           |
| 2019 | «Donde no Volver»                | —               |           |
| 2020 | «Anilina»                        | —               |           |
| 2023 | «Patio de Adelante»              | —               |           |

## Premios y nominaciones
| Año  | Premio         | Trabajo nominado | Categoría          | Resultado |
| ---- | -------------- | ---------------- | ------------------ | --------- |
| 2018 | Premios Pulsar | Amigurumi        | Álbum del año      | Ganador   |
| 2018 | Premios Pulsar | Amigurumi        | Artista Revelación | Ganador   |

## Enlaces
http://www.instagram.com/playagotica
http://www.facebook.com/laplayagotica
http://www.twitter.com/goticaplaya Archivado el 12 de enero de 2016 en Wayback Machine.
- Wikimedia Commons alberga una categoría multimedia sobre Playa Gótica.

- Datos: Q30904043